# Evelyn Lambart
Evelyn Lambart (geb. 23. Juli 1914 in Ottawa; gest. 3. April 1999) war die erste kanadische Trickfilmschafferin. Sie arbeitete lange als Animatorin und Regisseurin am National Film Board of Canada/Office national du film du Canada (NFB/ONF), oft zusammen mit Norman McLaren.

## Leben und Werk
Lambart erlitt in ihrer Kindheit einen starken Hörverlust. Sie fühlte sich isoliert und begann, ermutigt von ihren Eltern, zu malen und zu zeichnen. 1937 schloss sie ein Gebrauchsgrafik-Studium am Ontario College of Art ab.
Danach arbeitete sie zunächst an Buchschmuck für das kanadische Book of Remembrance, einer Bilderhandschrift für die Gefallenen der kanadischen Streitkräfte und der Handelsmarine. 1942 begann sie als erste Frau bei der kanadischen Fimbehörde NFB zu arbeiten. Zunächst war sie dort Letterin für Titelkarten. Sie wurde die Assistentin von Norman McLaren und spezialisierte sich auf das Malen von Karten und Grafiken auf Glas. 1947 produzierte sie mit The Impossible Map ihren ersten eigenen Kurzfilm, der die Kartenprojektion erklärt.
Zwischen ihr und McLaren entwickelte sich schnell eine gleichberechtigte Zusammenarbeit und eine lange Freundschaft. 1949 animierten sie zusammen den Kurzfilm Begone Dull Care zu Musik von Oscar Peterson. Dabei bearbeiteten sie das Filmmaterial direkt, der Film gilt bis heute als gutes Beispiel für Animation ohne Trickkamera. Lambart und McLaren arbeiteten an mehreren Projekten zusammen, etwa bei Die Geschichte vom Stuhl und den Lines-Filmen (Lines: Vertical und Lines: Horizontal). Beim NFB arbeitete sie auch an anderen Projekten, so etwa animierte sie Family Tree mit George Dunning, die Filme Challenge: Science against Cancer und The Fight: Science Against Cancer mit Colin Low und The Colour of Life mit Robert Verrall. 1961 war sie als Jurorin zum Festival d’Animation Annecy eingeladen und reiste gemeinsam mit McLaren, Grant Munro und Maurice Blackburn an.
Seit den späten 1960er-Jahren widmete sich Lambart nur noch eigenen Filmen. In farbenfrohem Legetrick adaptierte sie Märchen und Fabeln für Kinder. 1974 verließ sie das NFB. Im Ruhestand arbeitete sie an weiteren Filme, die bei ihr zu Hause in Knowlton in den Eastern Townships entstanden. Lambart starb im Alter von 84 Jahren.

## Rezeption
Lambart war lange Zeit eher unbekannt. Da sie oft mit berühmteren Menschen wie McLaren zusammengearbeitet hatte, wurde ihr Name oft weggelassen.
Margaret Wescott porträtierte Lambart 1978 in Eve Lambart, 2017 entstand ein weiterer Dokumentarfilm über sie beim NFB. Posthum bekam sie 2023 den Winsor McCay Award verliehen.
Auszeichnungen (Auswahl)
- 1. Internationale Filmfestspiele Berlin: Silberne Plakette (Kultur- und Dokumentarfilm) für Begone Dull Care[1]
- Internationale Filmfestspiele Berlin 1956: Silberner Bär (Kurzfilm) für Rhythmetic
- 50. Annie Awards: Winsor McCay Award (posthum)[2]

## Nachweise
- Wyndham Wise: Evelyn Lambart. In: The Canadian Encyclopedia. 16. Dezember 2013, abgerufen am 4. Februar 2023 (englisch, französisch).
- Marc St-Pierre: The Life and Times of Evelyn Lambart. In: NFB Blog. 8. März 2018, abgerufen am 4. Februar 2023 (kanadisches Englisch).
- Nichola Dobson: Norman McLaren: Between the Frames. Bloomsbury Academic, 2017, ISBN 978-1-5013-2881-7, S. 134–144, doi:10.5040/9781501328800.ch-005 (bloomsburycollections.com [abgerufen am 4. Februar 2023]).

1. ↑  Preise. In: berlinale.de. Abgerufen am 4. Februar 2023.
2. ↑  Guillermo del Toro's Pinocchio Leads 2023 Annie Awards Nominations. In: thewrap.com. 17. Januar 2023, abgerufen am 4. Februar 2023 (amerikanisches Englisch).

| Personendaten    | Personendaten                  |
| ---------------- | ------------------------------ |
| NAME             | Lambart, Evelyn                |
| KURZBESCHREIBUNG | kanadische Trickfilmschafferin |
| GEBURTSDATUM     | 23. Juli 1914                  |
| GEBURTSORT       | Ottawa                         |
| STERBEDATUM      | 3. April 1999                  |